# Verwaltungsgemeinschaft Bad Mergentheim

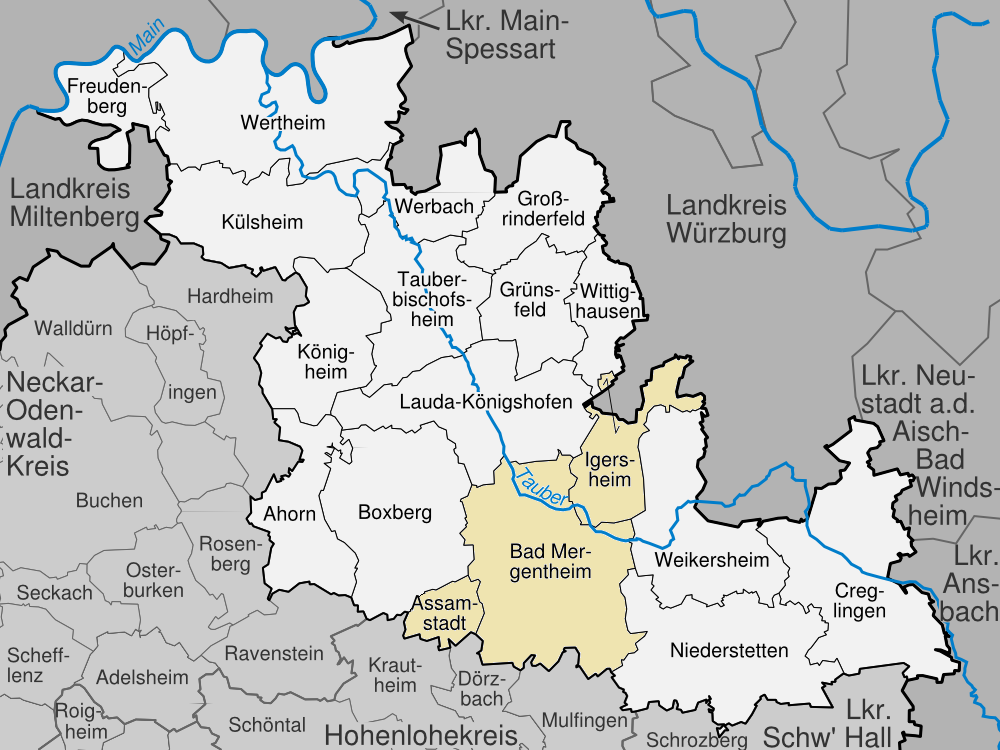
Die vereinbarte Verwaltungsgemeinschaft Bad Mergentheim im Main-Tauber-Kreis

In der vereinbarten Verwaltungsgemeinschaft Bad Mergentheim im baden-württembergischen Main-Tauber-Kreis haben sich eine Stadt und zwei Gemeinden zur Erledigung ihrer Verwaltungsgeschäfte zusammengeschlossen. Der Sitz der vereinbarten Verwaltungsgemeinschaft liegt am Marktplatz 8 in der Stadt Bad Mergentheim (erfüllende Gemeinde).

## Mitgliedsgemeinden
Mitglieder dieser durch eine öffentlich-rechtliche Vereinbarung entstandenen Verwaltungsgemeinschaft sind:
- Stadt Bad Mergentheim, 24.182 Einwohner, 129,96 km²
- Gemeinde Assamstadt, 2217 Einwohner, 17,23 km²
- Gemeinde Igersheim, 5466 Einwohner, 42,83 km²

## Struktur und Aufgaben
Ein gemeinsamer Ausschuss aus Vertretern der beteiligten Gemeinden entscheidet über die Erfüllungsaufgaben. Vorsitzender des gemeinsamen Ausschusses ist der Bürgermeister (Udo Glatthaar) der erfüllenden Gemeinde (Bad Mergentheim). Die „vereinbarte Verwaltungsgemeinschaft“ ist nicht selbst rechtsfähig, da sie keine Körperschaft des öffentlichen Rechts und damit auch kein Gemeindeverband ist. Den Umfang der übertragenen Aufgaben der vereinbarten Verwaltungsgemeinschaft bestimmt § 61 der baden-württembergischen Gemeindeordnung.